# Комутативність
Комутативність (переставний закон) — властивість бінарної операції, яка полягає в тому, що порядок операндів не впливає на результат операції. Бінарна операція {\displaystyle *} на множині {\displaystyle S} є комутативною, якщо
{\displaystyle x*y=y*x}
для всіх {\displaystyle x,y\in S}. В іншому разі {\displaystyle *} є некомутативною. Якщо
{\displaystyle x*y=y*x}
для окремої пари елементів {\displaystyle x,y}, тоді кажуть, що {\displaystyle x} і {\displaystyle y} комутують.
Найвідомішими прикладами комутативних бінарних операцій є операції додавання «+» і множення «×» дійсних чисел, наприклад:
- 4 + 5 = 5 + 4 (оскільки обидва вирази дорівнюють 9)
- 2 × 3 = 3 × 2 (оскільки обидва вирази дорівнюють 6)

Серед некомутативних бінарних операцій: 
- віднімання {\displaystyle a-b},
- ділення {\displaystyle a\div b},
- піднесення до степеня {\displaystyle a^{b}},
- композиція функцій {\displaystyle f(g(x))},
- тетрація {\displaystyle a\uparrow \uparrow b}.

Група, операція якої є комутативною, називається абелевою групою.
Кільце є комутативним, якщо його операція множення є комутативною; додавання є комутативним у будь-якому кільці (за означенням кільця).

## Математичне визначення
Термін «комутативність» використовується в декількох пов'язаних значеннях.
1. Бінарна операція {\displaystyle *} над множиною {\displaystyle S} називається комутативною якщо:
{\displaystyle x*y=y*x\qquad \forall x,y\in S}
Операція, що не задовольняє вищенаведеній властивості називається некомутативною.
2. Говорять, що {\displaystyle x} комутує з {\displaystyle y} під час виконання {\displaystyle *}, якщо:
{\displaystyle x*y=y*x}
3. Бінарна функція {\displaystyle f\colon A\times A\to B} називається комутативною якщо:
{\displaystyle f(x,y)=f(y,x)\qquad \forall x,y\in A}

## Приклади

### Комутативні операції в повсякденному житті

Збирання до купи яблук, що можна розглядати як наочний приклад додавання натуральних чисел, є комутативним.

Одягання шкарпеток є комутативною операцією, оскільки не важливо яка шкарпетка вдягається першою. Інакше кажучи, результат (вдягнені будуть обидві шкарпетки) залишається однаковим. На противагу, одягання куртки і сорочки не є комутативною.
Комутативність додавання можна спостерігати під час розрахунків у крамниці. У якому порядку б не було впорядковано рахунок, сума завжди буде однаковою.

### Комутативні операції в математиці

Додавання векторів є комутативним, оскільки.

Два добре відомих приклади комутативних бінарних операцій:
- Додавання дійсних чисел є комутативним, оскільки

{\displaystyle y+z=z+y\qquad \forall y,z\in \mathbb {R} }
Наприклад 4 + 5 = 5 + 4, оскільки обидва вирази дорівнюють 9.
- Добуток дійсних чисел є комутативним, оскільки

{\displaystyle yz=zy\qquad \forall y,z\in \mathbb {R} }
Наприклад, 3 × 5 = 5 × 3, оскільки обидва вирази дають результат 15.
- Деякі бінарні функції істинності[en] також є комутативними, оскільки таблиці істинності для функцій будуть однакові навіть у разі зміни порядку операндів.

Наприклад, функція логічної еквівалентності {\displaystyle p\leftrightarrow q} є такою самою і для {\displaystyle q\leftrightarrow p}. Функцію також формулюють як умову «{\displaystyle p} тоді й лише тоді, коли {\displaystyle q}», або записують як {\displaystyle p\equiv q}, або {\displaystyle Epq}.
Інші приклади комутативних бінарних операцій: додавання і множення комплексних чисел; додавання векторів; перетин, об'єднання та симетрична різниця множин.
Важливими некомутативними операціями є множення матриць та векторне множення.

### Некомутативні операції в математиці

#### Віднімання і ділення
Віднімання є некомутативною операцією, оскільки {\displaystyle 0-1\neq 1-0}.
Ділення є некомутативною операцією, оскільки {\displaystyle 1\div 2\neq 2\div 1}.

#### Функції істиності
Деякі функції істинності не є комутативними, оскільки таблиця істинності буде різною, якщо змінювати порядок операндів. Наприклад, таблиця істинності для {\displaystyle f(A,B)=A\land \neg B} і {\displaystyle f(B,A)=B\land \neg A} буде такою:
| {\displaystyle A} | {\displaystyle B} | {\displaystyle f(A,B)} | {\displaystyle f(B,A)} |
| ----------------- | ----------------- | ---------------------- | ---------------------- |
| 0                 | 0                 | 0                      | 0                      |
| 0                 | 1                 | 0                      | 1                      |
| 1                 | 0                 | 1                      | 0                      |
| 1                 | 1                 | 0                      | 0                      |

#### Множення матриць
Операція множення матриць майже в усіх випадках не є комутативною, наприклад:
{\displaystyle {\begin{bmatrix}0&2\\0&1\end{bmatrix}}={\begin{bmatrix}1&1\\0&1\end{bmatrix}}\cdot {\begin{bmatrix}0&1\\0&1\end{bmatrix}}\neq {\begin{bmatrix}0&1\\0&1\end{bmatrix}}\cdot {\begin{bmatrix}1&1\\0&1\end{bmatrix}}={\begin{bmatrix}0&1\\0&1\end{bmatrix}}}

#### Векторний добуток
Векторний добуток двох векторів тривимірного простору є антикомутативним; тобто {\displaystyle b\times a=-(a\times b)}.

## Історія і етимологія

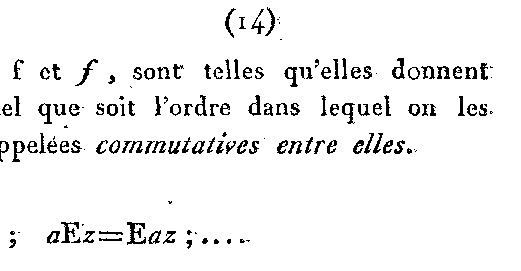
Перше відоме використання терміна було у французькому журналі, опублікованому в 1814

Свідчення про використання властивості комутативності існують ще зі стародавніх часів. У Єгипті використовували властивість комутативності операції множення, аби спростити розрахунок добутку. Евклід у своїй книзі Начала також припустив про наявність властивості комутативності для множення. Формальне використання властивості комутативності виникло наприкінці 18-го і на початку 19-го століть, коли математики почали роботу над теорією функцій. Сьогодні властивість комутативності є базовою для математики та використовується в багатьох її розділах.
Перше письмове використання терміна комутативність належить Франсуа Сервоісу в 1814, який використав слово комутативність під час описання функцій, які, як зараз називають, мали властивість комутативності. Слово поєднує в собі французьке слово commuter, що означає «поміняти місцями» та суфікс -ative, що означає «прагнути до», тому дослівно слово означає «прагне до заміни місцями».

## Споріднені властивості

### Асоціативність
Властивість асоціативності тісно пов'язана з властивістю комутативності. Асоціативна властивість виразу, що містить два або більше операндів, над якими здійснюється однакова операція, говорить те, що порядок виконання операцій у такому разі не змінює кінцевий результат допоки порядок операндів не змінюється. На відміну від цього, властивість комутативності говорить про те, що порядок операцій не впливає на результат.
Більшість комутативних операцій, що зустрічаються на практиці є також часто асоціативними. Однак це не означає, що комутативність передбачає асоціативність. Як контраргумент приведено такий приклад функції
{\displaystyle f(x,y)={\frac {x+y}{2}},}
яка є комутативною (зміна місцями {\displaystyle x} і {\displaystyle y} не призведе до зміни результату), але вона не буде асоціативною (оскільки, для прикладу, {\displaystyle f(-4,f(0,+4))=-1}, але {\displaystyle f(f(-4,0),+4)=+1}).

### Симетрія

Графік, що показує симетрію функції додавання

Деякі форми симетрії можуть бути безпосередньо пов'язані з комутативністю операцій. Коли комутативний оператор записується як бінарна функція, тоді результівна функція є симетричною вздовж прямої {\displaystyle y=x}. Наприклад, якщо ми маємо функцію {\displaystyle f}, що представляє додавання (комутативна операція), то {\displaystyle f(x,y)=x+y}, і тоді {\displaystyle f} є симетричною функцією, як видно із зображення праворуч.